# 舌形動物
舌形動物（したがたどうぶつ・ぜっけいどうぶつ、学名：Pentastomida、英: tongue worm）は、主に脊椎動物の呼吸器に寄生する動物群。五口動物ともいい、シタムシ、舌虫類、舌形類と総称される。かつては節足動物に類縁の動物門である舌形動物門として区別されていたが、のちに節足動物門の甲殻類に含まれることが明らかになった。甲殻亜門では多系統群である顎脚綱の1亜綱とされたが、のちに単系統群であるウオヤドリエビ綱に分類されている。
学名「Pentastomida」（pente=5＋stoma=口）は、頭部にある口と鉤を「5個の口」とみて名付けられたもので、五口動物はこの直訳である。学名は Pentastomida の他にも、Pentastoma（ただしこれは本群に分類される1属 Linguatula のシノニムでもある）・Linguatulida・Acanthotheca などがある。Linguatulidaは舌形動物の名の由来となっている。
舌形動物の寄生による疾病は舌虫症（Pentastomiasis）といい、多くが無症状であるがまれに重症化することもある。

## 特徴

### 外部形態

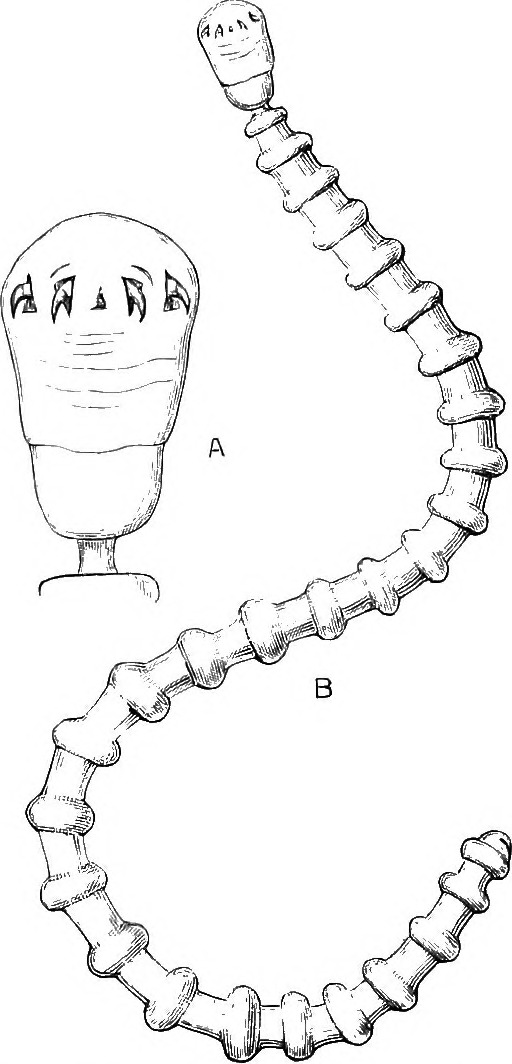
Porocephalus aiinulattcs（A: 頭部腹面、B: 全身腹面）
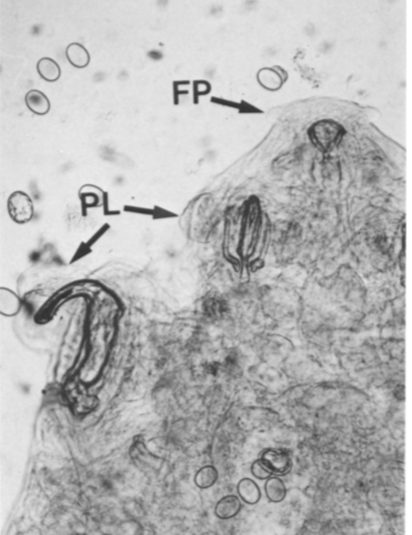
Raillietiella Teagueselfi の頭部右腹面（FP: 口、PL: 鉤）
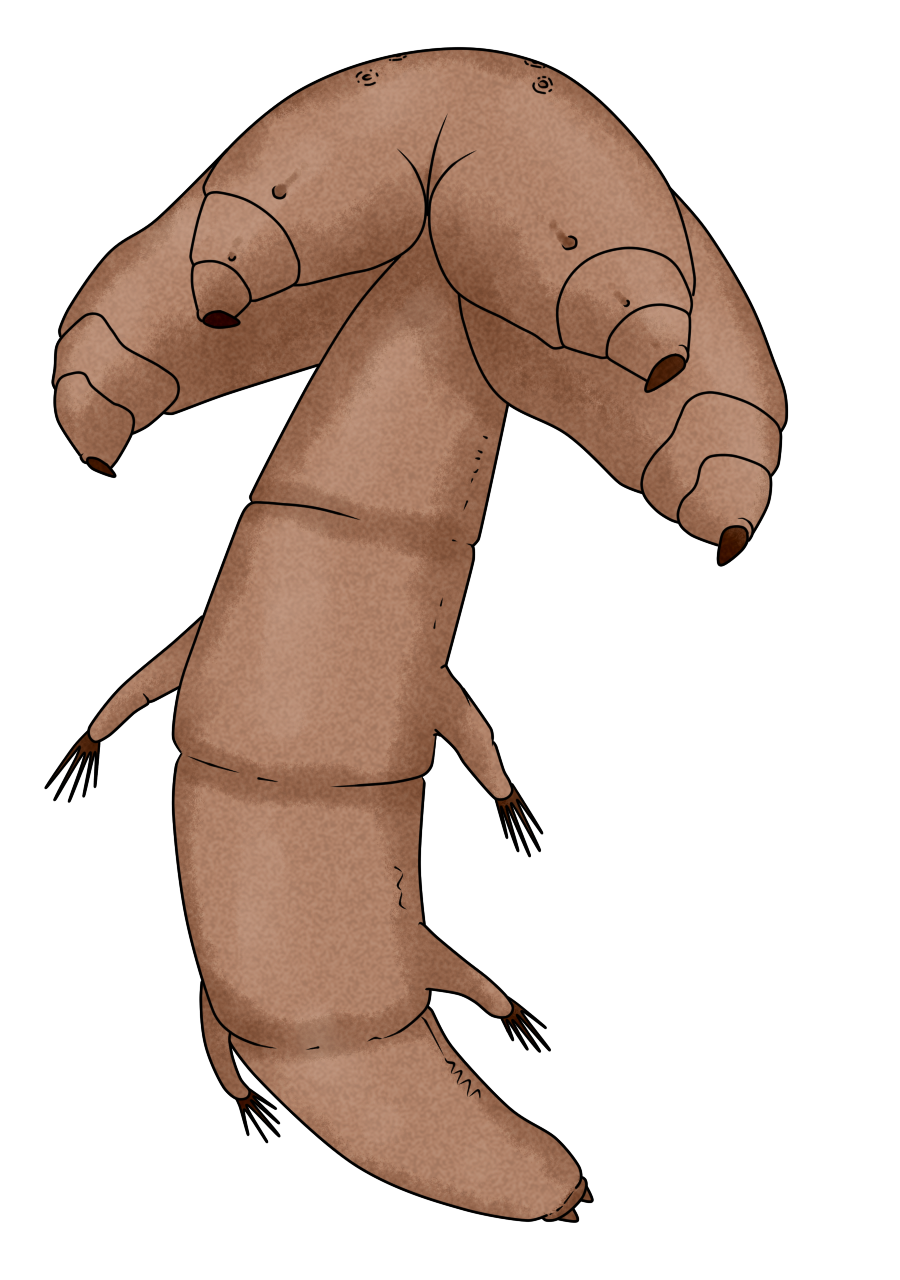
胴部に付属肢を持つ化石シタムシ Heymonsicambria scandica

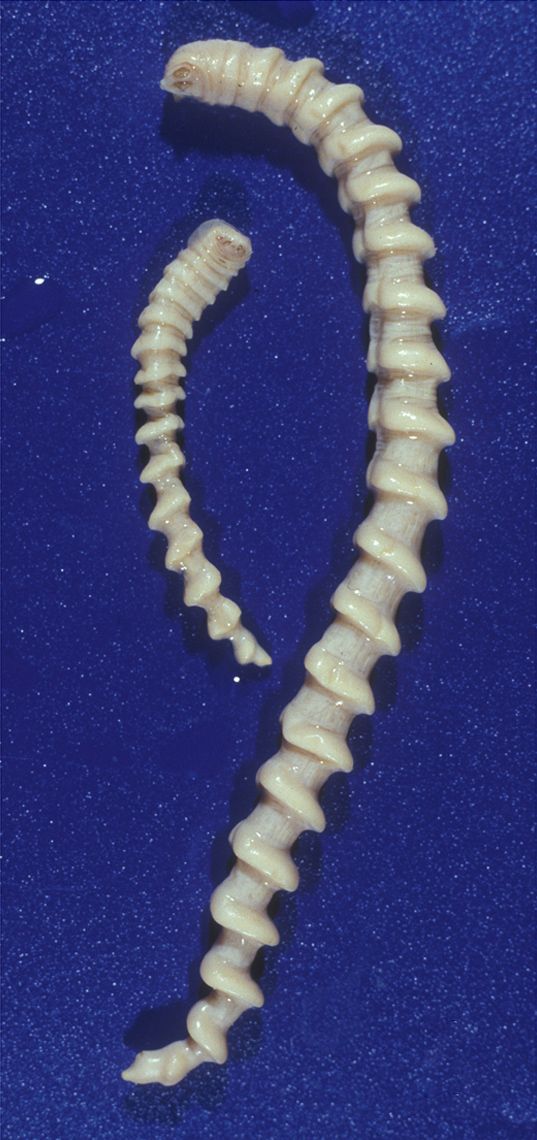
属の雌雄

体長は1-15cm。形態は蠕虫型。あるいは舌型。体色は白か黄色で、透明なものが多い。鈎は褐色ないし金色。
頭部（または頭胸部）には先端に口があり、口の後方の左右に2対の鈎を持つ。この鈎は伸縮性のある2対の付属肢であるが、ポロケファルス目では直接に頭部の腹面にあり、口の左右にほぼ一列に並ぶ。これは、内側の対が第1対、外側の対が第2対に相当する。ケファロバエナ目や基盤的な化石種では、それらは頭部の側面に突き出し、明らかに前後に2対が並ぶのがわかる。現生種では関節はないが、基盤的な化石種では短い3節に分れる場合がある。前述した特徴に合わせて頭部には、不明瞭ながら少なくとも口が由来する1体節（先節）と前述した2対の付属肢が由来する2体節があるとされる（胚発生では計4節が見られる）が、他の節足動物の頭部体節や付属肢との対応関係（相同性）は不明確である。
胴部は細長く、肺寄生のものでは円筒形、鼻腔に寄生するものでは腹背に扁平な傾向がある。現生種では多くの節があるように見えるが、実際の体節には対応しない構造である。これは少ないものでは20未満、多いものでは100を超える。その数は種の特徴として扱われている。発生学と古生物学の情報によると、胴部は3体節と非体節性の尾からなり、現生種の胴部の大部分は後者が発達・分節したものと考えられる。現生種では付属肢はないが、基盤的な化石種では第2-3節に退化的な付属肢をもつ場合がある。肛門は胴部の後端に開く。
性的二形で、雌は雄より大きい。生殖孔は雌雄ともに胴部の前端腹面に開く。一部の雄はそこに1対の針状体を持つ。

### 内部形態
体腔は広く、消化管から体壁に続く結合組織によって区切られて、背腔と腹腔に区分される。
消化管は口から肛門に直線的に続き、前腸・中腸・後腸に区分できる。前腸と後腸はキチン質に覆われていて短く、消化管の大部分は中腸である。口はポンプのように液体を吸い込むことが出来て、宿主の血液や粘液を吸い込むことが出来る。
神経系には退化傾向が強く、特にポロケファリス目ではそれが著しい、基本的には消化管前端を巻くように配置する脳神経節と、そこから腹面に伸びる腹神経索からなる。腹神経索は縦に隙間があり、基本的にははしご形神経系に由来することがわかる。そこに3つ程度の神経節が区別できる。しかしポロケファリス目ではこの腹神経索もほとんどなく、消化管の周囲の神経塊のみ、といった姿となる。

## 生態
全てが寄生虫とされる。現生種は主に陸棲脊椎動物、特に四肢動物の爬虫類や哺乳類の肺や鼻腔に内部寄生するが、魚類や昆虫を宿主とする場合もある。
化石種は知られる限りすべて海棲で、当時（古生代カンブリア紀 - シルル紀）では四肢動物もまだ繁栄していないため、別の海洋生物に寄生したと考えられる。一部は貝虫類に外部寄生することが確認される。

### 生殖と発生
全てが雌雄異体。普通は雄の方が採集されることが少ない。これは、雄の方が小さく、運動性が高いこと、また短命であるためとされる。雄の生殖孔には交接突起があって、これが雌の生殖孔を押し広げ、そこに精子が送り込まれる。精子は糸状で細長い頭部と尾部が同じくらいの長さとなる。
卵はごく小さく、種にもよるが径100μmに満たず、その数は50万に達する例がある。それらの多くは表面に粘着性があって、互いにくっつきやすく、また植物などに付着しやすい。卵割は全割、胚は他の節足動物に似た特徴がある。
幼生は、先端にキチン質の穿孔器、側面に2対の鈎を持つ。ケファロバエナ目では先端に鈎のある疣足状の付属肢となり、その姿はややクマムシに似る。ポロケファリス目では楕円形の体の側面に鈎だけがある。その後宿主の体内で脱皮を繰り返し、次第に成体の形になる。

## 分類

### 系統位置

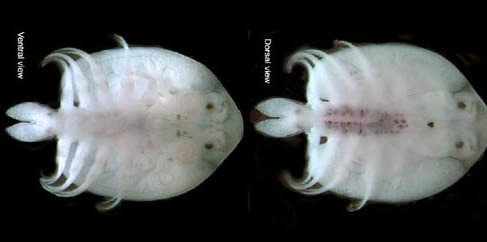
鰓尾類のチョウ

シタムシは精子の構造、卵巣や幼生の形態などから、節足動物との近縁性は古くから指摘されていたが、その独特な形態から節足動物として認められにくく、長らく独立の動物門（舌形動物門）とされ、有爪動物（カギムシ）、緩歩動物（クマムシ）などとともに側節足動物としてまとめられることもあった。加藤 (1967) はこれについて論じ、このほかに類縁を主張された群として環形動物、節足動物の多足類とクモガタ類などを挙げた上で、「ほんの2〜3の外部または内部構造の類似」を根拠とするもので、ここでそれについて論じるのは無意味、とまで書いている。またこの問題について、この類がよほど古い時代に寄生生活に入ったため、退化的変化が著しいのをその理由に挙げている。広く認められる見解ではないが、古生物学の分野では葉足動物（節足動物・有爪動物・緩歩動物が起源するとされる古生物のグループ）から派生したという説も提唱された。
しかし Abele et al. (1989) や Zrzavý et al. (1997) 以降の分子系統解析では、シタムシは節足動物の甲殻類で、その中の鰓尾類（チョウ類）に近縁であることが示された。それに踏まえて、精子の顕微構造から形態学的にも鰓尾類との近縁性を支持する形質が指摘され、両者の類縁性の近さは分子系統解析と形態学の両面から支持されるに至り、甲殻類の分類群の1つであるウオヤドリエビ類（Ichthyostraca）としてまとめられるようになった。

### 下位分類
2目、約100種が知られる。
- 舌形亜綱 Pentastomida
  - ケファロバエナ目 Cephalobaenida
  - ポロケファルス目 Porocephalida